# Dejounte Murray
Dejounte Deshaun Murray (* 19. September 1996 in Seattle, Washington) ist ein US-amerikanischer Basketballspieler, welcher seit 2024 für die New Orleans Pelicans in der National Basketball Association (NBA) auf der Position des Point Guards spielt. Zuvor stand er zwei Jahre bei den Atlanta Hawks und sechs Jahre bei den San Antonio Spurs im Kader, von denen er an 29. Stelle im NBA-Draft 2016 ausgewählt wurde.

## Karriere
Murray spielte ein Jahr für die Huskies an der University of Washington. Dort erzielte er 16,1 Punkte, 6,0 Rebounds 4,4 Assists und 1,8 Steals im Schnitt. Nach seinem Freshmanjahr entschloss er sich, sich zur NBA-Draft anzumelden und wurde in der NBA-Draft 2016 an 29. Stelle von den San Antonio Spurs ausgewählt. Bei den Spurs spielte er im ersten Jahr eine wichtige Rolle, dafür absolvierte er mehrere Einsätze für das Farmteam der Spurs, die Austin Spurs. Murray absolvierte 38 Saisonspiele für die Spurs, in denen er sein Potenzial aufblitzen ließ und achtmal in der Anfangsaufstellung stand. Zudem absolvierte er elf Playoffeinsätze für die Spurs. Nachdem sich Tony Parker in einem Play-off-Spiel verletzte, ersetzte Murray diesen.
In seinem zweiten NBA-Jahr verdrängte Murray den langjährigen Spurs-Point Guard Tony Parker als Starter, nachdem er über mehrere Wochen konstant gute Leistung gezeigt hatte und wurde ins NBA All-Defensive Second Team 2018 gewählt.
Bei einem Vorbereitungsspiel zur Saison 2018/19 erlitt Murray einen Kreuzbandriss im rechten Knie. Daraufhin fiel er die komplette Saison aus.
Am 7. Februar 2022 wurde Murray von NBA-Commissioner Adam Silver als Ersatz für den verletzten Draymond Green für das NBA All-Star Game nachnominiert.
Am 29. Juni 2022 wurde Murray für Danilo Gallinari und mehrere zukünftige Erstrundenwahlen zu den Atlanta Hawks transferiert.
Am 29. Juni 2024 wurde Murray für Dyson Daniels, Larry Nance Jr. und zwei zukünftige Erstrundenwahlen zu den New Orleans Pelicans transferiert.

## Erfolge und Auszeichnungen
- 1× NBA All-Star: 2022
- 1× NBA All-Defensive Second Team: 2018

## Statistiken

### NBA

#### Hauptrunde
| Saison   | Team        | GP  | GS  | MPG  | FG % | 3P % | FT %  | RPG | APG | SPG  | BPG | PPG  |
| -------- | ----------- | --- | --- | ---- | ---- | ---- | ----- | --- | --- | ---- | --- | ---- |
| 2016–17  | San Antonio | 38  | 8   | 8.5  | .431 | .391 | .700  | 1.1 | 1.3 | 0.2  | 0.2 | 3.4  |
| 2017–18  | San Antonio | 81  | 48  | 21.5 | .443 | .265 | .709  | 5.7 | 2.9 | 1.2  | 0.4 | 8.1  |
| 2019–20  | San Antonio | 66  | 58  | 25.6 | .462 | .369 | .798  | 5.8 | 4.1 | 1.7  | 0.3 | 10.9 |
| 2020–21  | San Antonio | 67  | 67  | 31.9 | .453 | .317 | .791  | 7.1 | 5.4 | 1.5  | 0.1 | 15.7 |
| 2021–22  | San Antonio | 68  | 68  | 34.8 | .462 | .327 | .794  | 8.3 | 9.2 | 2.0* | 0.3 | 21.1 |
| 2022–23  | Atlanta     | 74  | 74  | 36.4 | .464 | .344 | .832  | 5.3 | 6.1 | 1.5  | 0.3 | 20.5 |
| 2023–24  | Atlanta     | 78  | 78  | 35.7 | .459 | .363 | .794  | 5.3 | 6.4 | 1.4  | 0.3 | 22.5 |
| Gesamt   | Gesamt      | 472 | 401 | 29.1 | .458 | .345 | .787  | 5.8 | 5.3 | 1.4  | 0.3 | 15.4 |
| All-Star | All-Star    | 1   | 0   | 27.0 | .636 | .333 | 1.000 | 5.0 | 5.0 | 0.0  | 1.0 | 17.0 |

#### Playoffs
| Saison  | Team        | GP | GS | MPG  | FG % | 3P % | FT %  | RPG | APG | SPG | BPG | PPG  |
| ------- | ----------- | -- | -- | ---- | ---- | ---- | ----- | --- | --- | --- | --- | ---- |
| 2016–17 | San Antonio | 11 | 2  | 15.3 | .377 | .000 | .680  | 2.5 | 2.5 | 1.5 | 0.1 | 5.7  |
| 2017–18 | San Antonio | 5  | 5  | 19.2 | .452 | .667 | .778  | 4.2 | 1.8 | 1.0 | 0.4 | 7.8  |
| 2022–23 | Atlanta     | 5  | 5  | 38.1 | .447 | .378 | 1.000 | 7.2 | 6.8 | 2.0 | 0.2 | 23.0 |
| Gesamt  | Gesamt      | 21 | 12 | 21.6 | .426 | .391 | .767  | 4.0 | 3.3 | 1.5 | 0.2 | 10.3 |